# Bród (województwo zachodniopomorskie)
Bród – wieś w Polsce położona w województwie zachodniopomorskim, w powiecie stargardzkim, w gminie Chociwel, na Pojezierzu Ińskim, położona 4,5 km na północ od Chociwla (siedziby gminy) i 28 km na północny wschód od Stargardu (siedziby powiatu).
W latach 1975–1998 miejscowość położona była w województwie szczecińskim.

## Zabytki
- pałac, park pałacowy[3].
- kościół z XV w., przebudowany w XIX w. z ryglową wieżą[4].